# آربوپالس
آربوپالس (یونانی: Ἀρβουπάλης) یک سردار ایرانی در نبرد گرانیک در سال ۳۳۴ پیش از میلاد در آناتولی بود. او پسر داریوش بود که پسر اردشیر دوم و استاتیرای یکم بود. او در حین نبرد کشته شد.